# Tom Aiken
Tom Aiken (fl. XX secolo) è stato un giocatore di snooker scozzese.

## Carriera
Giocò in due edizioni dell'American Tournament (1907-1908 e 1908-1909), riuscendo a vincere 2 dei 10 match disputati in entrambi gli anni.

## Risultati
In questa tabella sono riportati i risultati nei tornei di snooker in cui Tom Aiken ha partecipato.
| Competizioni                     | Anni               | Risultati          | Vincite | Century Breaks | Miglior break |
| -------------------------------- | ------------------ | ------------------ | ------- | -------------- | ------------- |
| The American Tournament          | 1907-1908          | 5°                 | £0      | 0              | ?             |
| The American Tournament          | 1908-1909          | 7°                 | £0      | 0              | ?             |
| Totale (The American Tournament) | 2 partecipazioni   | 2 partecipazioni   | £0      | 0              | ?             |
| Totale carriera                  | 2 torneo disputati | 2 torneo disputati | £0      | 0              | ?             |

## Statistica match[4]
| Round         | Match | Vittorie | Pareggi | Sconfitte | % vittorie |
| ------------- | ----- | -------- | ------- | --------- | ---------- |
| Fase a gironi | 10    | 2        | 0       | 8         | 20%        |
| Totale        | 10    | 2        | 0       | 8         | 20%        |

## Testa a testa[5]
Nella seguente tabella vengono elencati giocatori per numero di sfide contro Tom Aiken.
| N° | Giocatore       | Match | Vittorie | % vittorie |
| -- | --------------- | ----- | -------- | ---------- |
| 1  | Walter Lovejoy  | 1     | 1        | 100%       |
| 2  | Cecil Harverson | 1     | 1        | 100%       |
| 3  | Charles Dawson  | 1     | 0        | 0%         |
| 4  | James Harris    | 1     | 0        | 0%         |
| 5  | James Collens   | 1     | 0        | 0%         |
| 6  | Harry Stevenson | 1     | 0        | 0%         |
| 7  | Edward Diggle   | 2     | 0        | 0%         |
| 8  | Tom Reece       | 2     | 0        | 0%         |

      Saldo positivo
      Saldo negativo